# Wyższe Seminarium Misyjne Księży Sercanów w Stadnikach
Wyższe Seminarium Misyjne Księży Sercanów w Stadnikach – seminarium duchowne kształcące kapłanów na potrzeby księży sercanów. W latach II wojny światowej rozpoczęto tworzenie struktur zakonnych w Stadnikach. 10 czerwca 1947 dokonano poświęcenia placu pod budowę domu nowicjackiego i kościoła. Jak na ciężkie czasy budowa przebiegała dobrze. 15 sierpnia 1948 odbył się ingres pierwszego rektora domu stadnickiego, ks. Adama Gąsiorka. 19 września 1948 odbyło się poświęcenia nowo wybudowanego kościoła. Papieska Akademia Teologiczna w Krakowie zawarła umowę o współpracy naukowej z seminarium.

## I. Rys historyczny Wyższego Seminarium Misyjnego Księży Sercanów w Stadnikach[2]

### 1. Początki domu zakonnego w Stadnikach
Klerycy sercańscy po raz pierwszy pojawili się w Stadnikach na wakacjach 1940 roku, zorganizowanych przez ks. Michała Wietechę. Na stałe Sercanie przybyli do Stadnik 22 maja 1944 roku. Była to ośmioosobowa grupa nowicjuszy wraz z Mistrzem Nowicjatu ks. Władysławem Majką i br. Paschalisem Świdrem – kucharzem. Musieli oni opuścić dom macierzysty w Krakowie w związku z częściowym jego zajęciem przez Niemców. W marcu 1944 roku utworzono w nim bowiem koszary kolumny transportowej armii niemieckiej. Po przybyciu z Krakowa-Płaszowa nowicjusze zamieszkali w dworku państwa Michalików, który został przystosowany dla potrzeb Nowicjatu. Pierwsza profesja tej grupy nowicjuszy miała miejsce 25 marca 1945 roku.
Właściwy dom nowego Nowicjatu wybudowany został na dziedzicznym gruncie ks. Stanisława Michalika i br. Antoniego Szewca, w pobliżu domu państwa Michalików. Dekret Kurii Metropolitalnej w Krakowie zezwalający na erygowanie nowej placówki sercańskiej wystawiono dnia 19 września 1946 roku. Pierwszą czynność budowlaną – kopanie studni – rozpoczęto 10 kwietnia 1947 roku. Teren pod budowę domu nowicjackiego i kościoła został poświęcony przez ks. Michała Wietechę, inicjatora budowy, w dniu 10 czerwca 1947 roku. Pomimo wielu niedogodności budowa przebiegała sprawnie. Już 14 sierpnia 1948 roku dokonano przeniesienia domu nowicjackiego a następnego dnia, w uroczystość Wniebowzięcia Najświętszej Marii Panny, odbył się skromny ingres pierwszego rektora domu stadnickiego, ks. Adama Gąsiorka. Poświęcenia nowo wybudowanego kościoła dokonał ks. prałat Stanisław Mazanek z Krakowa, w niedzielę 19 września 1948 roku. W dniu 1 marca 1951 roku utworzono w Stadnikach niezależną parafię, której pierwszym proboszczem został ks. Czesław Kunda a wikariuszem ks. Dionizy Bucki.
W dniu 31 lipca 1954 r., po pięciodniowych przygotowaniach, nastąpiła likwidacja domu zakonnego w Stadnikach przez władze świeckie w ramach szeroko zakrojonej akcji, skierowanej przeciwko zgromadzeniom zakonnym w Polsce. Klerycy, księża oraz cały dobytek został wywieziony do domu macierzystego w Krakowie-Płaszowie. W Stadnikach pozostali jedynie proboszcz – ks. Czesław Kunda, wikariusz – ks. Dionizy Bucki oraz kościelny – br. Alojzy Żurek. W miejsce zakonników do klasztoru przesiedlono Siostry Służebniczki Najświętszej Maryi Panny ze Śląska Opolskiego. Budynki klasztoru odzyskano dopiero 6 grudnia 1956 roku. W tym dniu dotarł do Stadnik pierwszy samochód z klerykami sercańskimi z Tyńca. Na czele nowej wspólnoty seminaryjnej stanął ks. Karol Rudzok.

#### Rektorzy domu stadnickiego
- ks. Adam Gąsiorek 1948–1950
- ks. Stefan Kierpiec 1950–1953
- ks. Stanisław Sidełko 1953–1954
- 1954–1956 – dom zajęty przez władze państwowe
- ks. Karol Rudzok 1956–1958
- ks. Roman Kubina 1958–1960
- ks. Władysław Majka 1960–1963
- ks. Adolf Janczak 1963–1966
- ks. Józef Nawieśniak 1966–1969
- ks. Adam Włoch 1969–1971
- ks. Stanisław Jarzyna 1971–1978
- ks. Adolf Janczak 1978–1984
- ks. Czesław Konior 1984–1990
- ks. Józef Wróbel 1990–1993
- ks. Eugeniusz Ziemann 1993–1999
- ks. Jan Strzałka 1999–2008
- ks. Artur Sanecki 2008–2010
- ks. Robert Ptak 7 marca 2010–2016
- ks. Leszek Poleszak 2016–2022
- ks. Dariusz Salamon od 2022

#### Proboszczowie parafii w Stadnikach
1. ks. Czesław Kunda 1951–1957
2. ks. Tadeusz Wietecha 1957–1963
3. ks. Czesław Szortyka 1963–1966
4. ks. Stanisław Dadej 1966–1972
5. ks. Antoni Kotlarczyk 1972–1977
6. ks. Zbigniew Letkiewicz 1977–1981
7. ks. Antoni Sławiński 1981–1984
8. ks. Ludwik Heller 1984–1985
9. ks. Władysław Zięba 1985–1989
10. ks. Kazimierz Kowalczyk 1989–1995
11. ks. Stanisław Jaskuła 1995–2004
12. ks. Mariusz Tomaka 2004–2013
13. ks. Jan Romanek 2013–2015
14. ks. Kazimierz Lewandowski 2015–2021
15. ks. Dariusz Lewczak od 2021

### 2. Studium Teologiczne
Polscy Sercanie początkowo studiowali teologię i filozofię we Włoszech i we Francji. Po zakończeniu drugiej wojny światowej grupa kleryków uczestniczyła w wykładach u Ojców Franciszkanów. Natomiast od września 1949 roku inna grupa kleryków korzystała z wykładów w seminarium diecezjalnym w Tarnowie. Alumni ci mieszkali w nowo zakupionym domu przy ul. Rogoyskiego 12 (dziś 16), do którego przenieśli się z Krakowa-Płaszowa 17 lipca 1949 roku. Niestety, nie był to dom przystosowany do ówczesnych potrzeb: brakowało ogrodu, korzystano jedynie z podwórka, było ciasno, brakowało odpowiedniej ilości łazienek. Pierwszym rektorem scholastykatu w Tarnowie został mianowany w dniu 29 czerwca 1949 roku ks. Jan Bem.
Od czasu zabrania przez władze państwowe domu w Stadnikach w 1954 roku, kolejna grupa alumnów zaczęła uczęszczać na studia filozoficzno-teologiczne do seminarium Ojców Dominikanów w Krakowie. W związku z likwidacją przez władze państwowe Niższego Seminarium w Krakowie-Płaszowie, gościny Sercanom udzielili Benedyktyni z Tyńca.
Studium Teologiczne dla Prowincji Polskiej Zgromadzenia Księży Najświętszego Serca Jezusowego zostało erygowane dnia 8 października 1956 roku przez Księdza Prowincjała Jana Bema. Decyzję tę podjęto uchwałą Rady Prowincjalnej z dnia 20 maja 1956 roku. Jego siedzibą stał się dom macierzysty w Krakowie przy ul. Saskiej 2. Rektorem Studium został ks. Franciszek Solak, prefektem ks. Stanisław Nagy a sekretarzem ks. Adam Włoch. Pierwszy rok akademicki rozpoczął się 8 października 1956 roku.
Początkowo borykano się z dużymi trudnościami związanymi ze zorganizowaniem potrzebnej kadry naukowej. Większość wykładowców pochodziła spoza Zgromadzenia. Innym problemem była również konieczność zgromadzenia kleryków rozproszonych po różnych seminariach, do których dotychczas uczęszczali i umieszczenie ich w domu macierzystym. W pierwszych latach działalności Studium nauka w nim trwała pięć lat. Od 1959 roku studia skrócono do czterech lat, w związku ze zorganizowanym w Studium Międzyzakonnym Ojców Franciszkanów w Krakowie Tirocinium pastorale, które odtąd miało stanowić piąty rok studiów teologicznych. W tym samym roku opracowano również nowy regulamin egzaminów dla Studium Teologicznego. Ze względu na obawę utraty domu stadnickiego, w lutym 1960 roku Studium Teologiczne zostało przeniesione do Stadnik.
Program nauczania został oparty na Ratio Generalis Studiorum i uzupełniony programami czołowych seminariów diecezjalnych w Polsce. Egzaminy organizowane były na koniec każdego semestru. Z zasadniczych przedmiotów teologicznych obowiązywały egzaminy całościowe, tzw. rigoroza.

### 3. Studium Filozoficzne
Decyzja o erygowaniu Studium Filozoficznego została podjęta uchwałą Rady Prowincjalnej z dnia 14 września 1960 roku. Zostało ono powołane do życia w dniu 25 września 1960 roku, a jego pierwszą siedzibą był dom zakonny w Krakowie-Płaszowie. Dekret erekcyjny podpisał ks. Stanisław Sidełko, pełniący urząd Przełożonego Prowincji.
Działalność Studium Filozoficznego opierała się na Konstytucji Apostolskiej Sedes sapientiae, Ratio studiorum generalis oraz tworzonym w tym czasie Ratio studiorum provincialis. Studia trwały dwa lata. Ilość godzin wszystkich przedmiotów na poszczególnych rocznikach wahała się w granicach 23-25 godzin. Na 46 godzin wykładowych przypadało 27 godzin przedmiotów filozoficznych. Obok egzaminów półrocznych i końcowo-rocznych został wprowadzony tzw. egzamin maturyczny z całości filozofii. Miał on miejsce po ukończeniu bieżących egzaminów drugiego roku. Materiał egzaminacyjny stanowiło 45 tez z zasadniczych przedmiotów filozoficznych: 9 z metafizyki, 6 z teorii poznania, 6 z kosmologii, 6 z teodycei, 6 z psychologii racjonalnej, 6 z etyki, 6 z logiki i 6 z metodologii. Alumni drugiego roku filozofii musieli do dnia 30 kwietnia złożyć pracę proseminaryjną z metafizyki. Studenci pierwszego roku natomiast mieli przygotować wypracowanie (tzw. klauzurówkę) z jednego z przedmiotów filozoficznych. Oprócz tego wszyscy studenci zdawali lekturę uzupełniającą z historii filozofii. W Studium Filozoficznym wykładano także języki obce: łacinę, francuski i niemiecki. Uzupełnienie studiów stanowiły również systematycznie organizowane referaty profesorów z innych uczelni, zwłaszcza z KUL-u, dotyczące filozofii i dziedzin pokrewnych. Poważną niedogodnością w funkcjonowaniu Studium był brak dobrze zorganizowanej biblioteki i niewystarczająca ilość książek z wykładanych materii. W ciągu pierwszego pięciolecia w Studium uczestniczyło 44 studentów, z czego 30 zdało egzamin maturyczny.
Pierwszym rektorem Studium Filozoficznego był ks. Wiktor Kubina. Kadrę profesorską w większości stanowili wykładowcy ze Zgromadzenia Księży Najświętszego Serca Jezusowego. Obok nich wykłady prowadziło także czterech Jezuitów i jeden Franciszkanin. Rozbicie studiów filozoficznych i teologicznych w oddzielnych ośrodkach było uciążliwe. Wiązało się to z koniecznością prowadzenia dwóch niezależnych centrów studiów i powodowało trudności w przeżywaniu życia braterskiego we wspólnocie. W takich okolicznościach zaczęła dojrzewać myśl o połączeniu Studium Teologicznego ze Studium Filozoficznym.

### 4. Połączenie Studium Teologicznego i Studium Filozoficznego
Połączenie Studium Teologicznego ze Studium Filozoficznym i umieszczenie ich w Stadnikach zostało poprzedzone szerokimi przygotowaniami. Podstawę prawną stanowiła Konstytucja Apostolska Sedes sapientiae, która regulowała normy dotyczące wychowania i formacji intelektualnej alumnów seminariów duchownych. Przygotowania do umieszczenia w jednym miejscu obu ośrodków naukowo-formacyjnych trwały niemal rok. Przyczyną niezmiernie ważną, mobilizującą do ich połączenia, stała się konieczność lepszego zasiedlenia domu w Stadnikach, by nie dopuścić do ingerencji władzy świeckiej w związku z prawem, które wówczas obowiązywało. Dodatkowym bodźcem stały się także Instrukcje powizytacyjne Wizytatora Generalnego ks. Augustyna Ruttensa z sierpnia 1963 roku. Ostateczna decyzja zapadła na posiedzeniu Rady Prowincjalnej w dniu 28 sierpnia 1964 roku. Studium Filozoficzne znajdujące się do tej pory w Krakowie zostało przeniesione do Stadnik i w ten sposób utworzono Studium Filozoficzno-Teologiczne, które z czasem zmieniło nazwę na Wyższe Seminarium Misyjne Księży Sercanów. Początkowo obydwa Studia Filozofii i Teologii zachowały swoją niezależność i swoich prefektów. W dniu 18 września 1964 roku ks. Romuald Skowronek, pełniący funkcję Prowincjała, wystosował do Kuratorium w Krakowie pismo informujące o tymczasowym przeniesieniu Studium Filozoficznego z Krakowa-Płaszowa do Stadnik.
Uroczysta inauguracja roku akademickiego 1964/65 po połączeniu Studium Filozoficznego i Teologicznego miała miejsce 21 września 1964 roku. Mszę świętą na inaugurację roku akademickiego sprawował bp Julian Groblicki. W Sprawozdaniu z działalności Studium Teologicznego w Stadnikach przygotowanym na uroczystą inaugurację roku podano, iż na liście dotychczasowych alumnów znajdowało się 68 osób, z czego 39 otrzymało już święcenia kapłańskie a 8 opuściło Studium. Sprawozdanie z organizacji Wyższego Seminarium Duchownego Księży Najświętszego Serca Jezusowego w roku szkolnym 1964/65 przesłane do Kuratorium w Krakowie podaje, że liczba wszystkich studentów w pierwszym roku wspólnej działalności Studium Teologicznego i Filozoficznego wynosiła 38 osób.
Po połączeniu obu instytucji naukowych warunki studiów zdecydowanie się polepszyły. Kadrę naukową stanowiło 39 wykładowców, w tym 21 spoza Zgromadzenia. Wciąż pozostawał problem konieczności dojazdów i dowożenia profesorów z Krakowa, Tarnowa i Bochni. Wśród dostrzeganych braków wymieniano niedobór podręczników do przedmiotów pomocniczych teologii oraz podstawowych lektur teologicznych, zwłaszcza w językach obcych. Te braki zmuszały do pisania skryptów. Dwa razy w roku były organizowane konferencje profesorskie dla wszystkich wykładowców, natomiast 2-4 razy w roku konferencje, w których brali udział wyłącznie wykładowcy ze Zgromadzenia.

### 5. Współpraca naukowa z Papieską Akademią Teologiczną
Uprzedzając zalecenia Komisji Episkopatu Polski do Spraw Nauki Katolickiej, które dotyczyły ugruntowania charakteru akademickiego studiów w wyższych seminariach duchownych w Polsce, Papieski Wydział Teologiczny w Krakowie zawarł umowę o współpracy naukowej z kilkoma wyższymi seminariami duchownymi diecezjalnymi i zakonnymi. Wśród nich znalazło się także Wyższe Seminarium Misyjne Księży Sercanów w Stadnikach. Podpisanie umowy nastąpiło dnia 23 września 1980 roku podczas uroczystej inauguracji roku akademickiego, która zbiegła się z jubileuszem 25-lecia Seminarium. Wykład inauguracyjny pt. Chrześcijaństwo a kultura w ujęciu Jana Pawła II wygłosił ówczesny dziekan Papieskiego Wydziału Teologicznego ks. prof. dr hab. Marian Jaworski, zaś Mszy świętej przewodniczył kard. Franciszek Macharski.
Współpraca z uczelnią polega na tym, że studenci Seminarium mogą przygotowywać na seminariach naukowych u swoich profesorów prace magisterskie, które po zaakceptowaniu przez promotora są przedstawiane Papieskiemu Wydziałowi Teologicznemu, który wyznacza recenzenta do jej oceny. W przypadku pozytywnej oceny, studenci przystępują do egzaminu z określonego materiału i po pomyślnym jego zaliczeniu otrzymują ze strony Papieskiego Wydziału Teologicznego stopień magistra teologii.
W 1996 roku dokonano przedłużenia umowy o afiliacji Seminarium do Papieskiej Akademii Teologicznej. Kolejne przedłużenie umowy afiliacyjnej miało miejsce w 2006 roku. Obecnie współpraca naukowa z Uniwersytetem Jana Pawła II w Krakowie przejawia się także w korzystaniu z kadry profesorskiej czy choćby możliwości korzystania z jej zbiorów bibliotecznych. Każdego roku przedstawiciele Uniwersytetu są również obecni na uroczystych inauguracjach roku akademickiego oraz egzaminach magisterskich.

## II. Studia i formacja w Wyższym Seminarium Misyjnym Księży Sercanów

### 1. Dokumenty dotyczące formacji intelektualnej alumnów
Prace nad zorganizowaniem studiów w Prowincji zaczęto właściwie jeszcze przed jej powstaniem. Systematycznie kształtował się także zarys dokumentów, które były niezbędne do funkcjonowania powstałych z biegiem czasu Niższego Seminarium oraz Studium Teologicznego i Studium Filozoficznego.
W roku 1959 dla szczegółowego określenia zasad studiów i formacji intelektualnej zatwierdzony został Regulamin egzaminów dla Studium Teologicznego Księży Najświętszego Serca Jezusowego w Krakowie. Określone w nim zostały rodzaje egzaminów, egzaminatorzy, sposób ustalania daty, przebieg egzaminów, oceny i inne szczegółowe dane regulujące przebieg studiów.
Statut Studium Teologicznego Księży Sercanów w Polsce sporządzony dla państwowych władz szkolnych został opracowany w 1960 roku. Określono w nim stan prawny i charakter Studium Teologicznego, lokalizację i stan majątkowy, zarząd, przepisy dotyczące wykładowców, rady pedagogicznej, alumnów, toku nauczania, egzaminów, wakacji i dni wolnych od nauki. Dołączono do niego także Regulamin egzaminów. W 1961 roku powstał projekt Prowincjalnego Regulaminu Studiów określający zasady studiów średnich, filozoficznych i teologicznych. Uwzględniono w nim także Studium „pastoralne” zawierające w sobie Tirocinium pastoralne, trwające przynajmniej jeden rok po studiach teologicznych i przygotowujące do pracy duszpasterskiej, a także egzaminy dla młodych księży składane przez pięć lat po święceniach. Na posiedzeniu Rady Prowincjalnej 17 sierpnia 1961 roku zatwierdzono Regulamin Prefekta Studium. W tym roku ustalono także wzory druków: Testimonium (protokoły egzaminacyjne), Testimonium de Theologiae sacra Studiis peractis oraz Acta personalia.
Obecnie studia w Wyższym Seminarium Misyjnym Księży Sercanów odbywają się według Ratio institutionis sacerdotalis pro Polonia, zatwierdzonego przez Kongregację ds. Wychowania Katolickiego 26 sierpnia 1999 roku wraz z Ratio studiorum. Zgromadzeniowymi dokumentami dotyczącymi formacji i studiów seminaryjnych są Ratio formationis generalis oraz Ratio formationis provincialis. Na podstawie tych dokumentów, zwłaszcza nowego Ratio studiorum, został opracowany Program dydaktyczny. Seminarium kieruje się także wewnętrznym Statusem Wykładowcy Wyższego Seminarium Misyjnego Zgromadzenia Księży Najświętszego Serca Jezusowego.

### 2. Przebieg formacji podstawowej w Seminarium
Istotę formacji intelektualnej w Seminarium stanowi osiągnięcie wymaganej wiedzy filozoficzno-teologicznej dotyczącej Boga, człowieka i świata – niezbędnej do pełnienia misji kapłańskiej i skutecznego apostolstwa. Według Pastores dabo vobis winna być ona wielostronna, pełna i pogłębiona oraz odpowiadać dynamizmowi ewangelicznemu w kontekście nieustannie zmieniających się form kulturowych. Całość formacji seminaryjnej została tak ukształtowana, aby ogarnąć formację intelektualną, ludzką, duchową i kapłańsko-duszpasterską.
Celem formacji ludzkiej alumnów jest doprowadzenie do pełnej integralności ludzkiej osobowości w aspekcie emocjonalnym, wolitywnym i kultury bycia, a także wyrobienie poczucia odpowiedzialności za Kościół i Zgromadzenie. Formacja duchowa i zakonna (sercańska) jest nakierowana na rozwój wszystkich elementów życia konsekrowanego: jedność z Bogiem, pogłębienie i praktyka ślubów zakonnych oraz dążenie do pełnej integracji w życiu wspólnotowym, zgodnie z charyzmatem Założyciela. Formacja kapłańsko-duszpasterska (zwana inaczej pastoralną) prowadzi do nabycia odpowiednich sprawności intelektualno-duchowych i pastoralnych niezbędnych do skutecznego przepowiadania Ewangelii. Formacja intelektualna koncentruje się na pogłębionym studium filozofii i teologii, które ma za zadanie przygotowanie odpowiednich i światłych pasterzy, zdolnych prowadzić powierzone im wspólnoty w duchu prawdziwej i zdrowej nauki.
Formacja w Seminarium trwa przynajmniej sześć lat. W jej skład wchodzą dwa lata studiów filozoficznych i cztery lata studiów teologicznych. W czasie formacji alumni przygotowują się również do przyjęcia posług lektora i akolity oraz do złożenia profesji wieczystej i przyjęcia święceń diakonatu. Ukoronowaniem formacji seminaryjnej są święcenia kapłańskie.
W Seminarium prowadzone są seminaria naukowe z następujących dyscyplin: Pismo święte Starego i Nowego Testamentu, teologia fundamentalna, teologia dogmatyczna, teologia moralna, teologia ekumeniczna, teologia życia wewnętrznego i prawo kanoniczne. Alumni uczestniczą również w lektoratach języków klasycznych: greckiego i łacińskiego oraz z języka angielskiego. Organizowane są także zagraniczne kursy językowe we Francji, Anglii, Niemczech, Austrii i Irlandii. Od roku 2000 organizowany jest dwutygodniowy kurs języka angielskiego prowadzony przez angielskiego wykładowcę. Klerycy uczestniczą także w dodatkowych zajęciach śpiewu oraz chóru.
Do zwyczajnej działalności naukowej Seminarium zaliczają się liczne sympozja naukowe, udział alumnów w sympozjach organizowanych poza Seminarium, panele naukowe, wykłady nadzwyczajne, praktyka diakońska w parafiach, tygodnie katechetyczne. Ponadto, alumni przygotowują specjalne programy w związku z Tygodniem Misyjnym, Tygodniem Modlitw o Powołania Kapłańskie i Zakonne, Tygodniem Modlitw o Zjednoczenie Chrześcijan, biorą udział w sesjach formacji duchowej i innych sesjach formacyjnych.
W przygotowanie do dojrzałego przeżywania życia zakonnego wpisują się znacząco coroczne rekolekcje, organizowane dla wszystkich alumnów. Przed ślubami wieczystymi kandydaci do ich złożenia odbywają także specjalny kurs formacyjny w La Capelle, gdzie mogą pogłębić duchowość Zgromadzenia oraz doświadczyć jego powszechności. Zgodnie z tradycją, w pierwszych dniach roku akademickiego klerycy biorą udział w pielgrzymce do Kalwarii Zebrzydowskiej.
Całość zagadnień dydaktycznych, jakie mają miejsce podczas roku akademickiego, nie składa się jednak na pełny obraz życia seminaryjnego. Formacja naukowa i intelektualna nie stanowi bowiem wyłącznego i jedynego członu formacji seminaryjnej. Obok wymienionych jej aspektów istnieje jeszcze wiele innych, które mają za zadanie wpłynąć na pełny rozwój osoby i przygotować ją do aktywnego i owocnego zaangażowania we wspólnocie Kościoła. Służą temu przede wszystkim liczne grupy zainteresowań, szeroka działalność pozanaukowa Seminarium oraz możliwość czynnego zaangażowania się w życie społeczności lokalnej.
W czasie roku akademickiego oraz w okresie wakacji alumni mają możliwość uczestniczenia w wielu kursach formacyjnych i innych zaangażowaniach czy praktykach, które mają na celu praktyczne wykorzystanie zdobytej wiedzy oraz pogłębienie swoich umiejętności w pracy duszpasterskiej. Wśród tych zaangażowań należy wymienić następujące: udział w pielgrzymce radomskiej na Jasną Górę, w kursach dla wychowawców kolonijnych, zaangażowanie w organizację Sercańskich Dni Młodych w Pliszczynie, udział w Dniach Młodzieży w Raszkowie w Mołdawii, uczestnictwo w Kongresie Osób Konsekrowanych w Częstochowie, posługa osobom starszym i chorym z Domu Pomocy Społecznej przy parafii św. Jadwigi, praktyki duszpasterskie, uczestnictwo w oazach, grupach apostolskich, praca z ludźmi chorymi i wiele innych.
Seminarium wydaje półrocznik naukowy "Sympozjum", którego redaktorem naczelnym jest ks dr Leszek Poleszak SCJ.